# Folkerepublikken Kinas nationalvåben
Folkerepublikken Kinas emblem (中华人民共和国国徽) viser i en rød cirkel Den Himmelske Freds Port, som er indgangen til Den Forbudte By fra Den Himmelske Freds Plads (Tiananmen).
Over afbildningen af porten er der fem stjerner som på nationalflaget. Cirklens kant er et hvedeneg, som repræsentere en maoistisk filosofi om landbrugsrevolutionen. Underkanten viser et tandhjul, der repræsenterer industriarbejderen.